# Cloreto de titânio(II)
Cloreto de titânio (II) é o composto químico com a fórmula química TiCl2. Apresenta-se como um sólido preto e tem sido estudado apena moderadamente, provavelmente por causa de sua alta reatividade. Ti(II) é um forte agente redutor: tem uma alta afinidade por oxigênio e reage irreversivelmente com água para produzir H2. A preparação usual é a desprotonação térmica de TiCl3 a 500 °C. O equilíbrio é "conduzido" pela perda do volátil TiCl4:
2 TiCl3 → TiCl2 + TiCl4